# بیل بیرد
بیل بیرد (به انگلیسی: Bill Baird) (زادهٔ ۲۰ ژوئن ۱۹۳۲ میلادی) یکی از پیشگامان حقوق باروری است. برخی از رسانه‌ها به او لقب «پدر» پیشگیری از بارداری و جنبش حقوق سقط جنین را داده‌اند.او هشت بار در پنج ایالت در سالهای ۱۹۶۰ به دلیل سخنرانی در مورد سقط جنین و پیشگیری از بارداری به زندان افتاد. بیرد به عنوان نخستین و تنها فردی که وکیل نبوده در تاریخ ایالت متحده شناخته می‌شود که موفق شده سه پیروزی در دیوان عالی ایالات متحده آمریکا داشته باشد.
در سال ۱۹۶۷ صدها نفر دانشجو در دانشگاه بوستون از بیرد خواستند تا قانون ماساچوست را که پیشگیری از بارداری را برای افراد غیر مزدوج به چالش بکشد. در ۶ آوریل ۱۹۶۷ او یک سخنرانی انجام داد که در آن وی به عرضهٔ کاندوم و یک بسته فوم پیشگیری از بارداری به دختران دانشجو داد. وی بلافاصله دستگیر و نهایتاً زندانی شد. درخواست تجدید نظر وی دربارهٔ محکومیتش در دادگاه دیوان عالی ۱۹۷۲ موجب تشکیل پروندهٔ آیزن‌اشتات در برابر بیرد که به موجب آن حق افراد غیر مزدوج برای داشتن پیشگیری از بارداری به مانند زوج‌های متأهل به آنها داده شد. قاضی دیوان عالی ایالات متحده ویلیام جی. برنان جونیور در حکم خود می‌نویسد: «اگر حق حریم خصوصی دارای معنی باشد بدین معنی است که هر فرد این حق را دارد که به‌طور آزادانه و فارغ از نفوذ ناعادلانه دولت به مسایلی که اساساً بر روی فردی تأثیر می‌گذارد که آیا می‌خواهد فرزند بیاورد یا خیر.» آیزن‌اشتات در برابر بیرد به عنوان یکی از تاثیرگذارترین‌ها یاد می‌شود.

## ابتدای زندگی
بیرد در بروکلین نیویورک و در یک خانوادهٔ به شدت مذهبی لوترن بزرگ شد.

## تحصیلات
بیرد مدرک کارشناسی خود را از کالج بروکلین در سال ۱۹۵۵ دریافت کرد.